# Unité 42
Unité 42 is een Franstalige Belgische televisieserie. De serie draait om de cybercrime-afdeling van de Brusselse politie.

## Verhaal
Samuel Leroy is een weduwnaar met drie kinderen en start als leidinggevende van een speciale cybereenheid binnen de Brusselse politie, Unité 42. Het team bestaat, naast Sam, uit Bob Frank, Nassim Khaloulani en voormalig hacker Billie Webber.

## Cast
- Patrick Ridremont als Samuel (Sam) Leroy
- Constance Gay als Billie Vebber / Th3m1s
- Tom Audenaert als Bob Frank
- Roda Fawaz als Nassim Khaloulani
- Hélène Theunissen als Hélène Janssens
- Danitza Athanassiadis als Alice Meerks
- Simon Caudry als Robin Leroy
- Nola Tilman als Emmy Leroy
- Caroline Stas als Camille Leroy
- Thomas Demarez als Tom Leroy
- Michaël Erpelding als Antoine Chappard / K4OS
- Luc Schiltz als Jeff

## Afleveringen

### Seizoen 1
| Afl. | Titel aflevering | Nederlandse titel aflevering |
| ---- | ---------------- | ---------------------------- |
| 1    | Face à face      | Rechtstreekse confrontatie   |
| 2    | Foi et loi       | Geloof en wet                |
| 3    | Avatar           | Avatar                       |
| 4    | Sang et vertu    | Bloed en deugdzaamheid       |
| 5    | Memoire vive     | Direct toegankelijk geheugen |
| 6    | Vote utile       | Effectieve stemming          |
| 7    | Connectees       | Verbonden                    |
| 8    | Oeil pour oeil   | Oog om oog                   |
| 9    | Mise en veille   | Standby-modus                |
| 10   | Reboot           | Opnieuw opstarten            |

### Seizoen 2
| Afl. | Titel aflevering    |
| ---- | ------------------- |
| 1    | Blogomum - partie 1 |
| 2    | Blogomum - partie 2 |
| 3    | Délit de jeu        |
| 4    | Hot Spot            |
| 5    | Pare-feu            |
| 6    | Cyber Love          |
| 7    | Sous la peau        |
| 8    | La vie d'après      |
| 9    | Faux-semblants      |
| 10   | Chaos               |

## Distributie
| Land/Gebied | Kanaal     | Releasedatum (indien bekend)    |
| ----------- | ---------- | ------------------------------- |
| België      | La Une Eén | 19 november 2017 7 oktober 2019 |
| Frankrijk   | France 2   | 15 januari 2018                 |
| Wereldwijd  | Netflix    | 14 juni 2019                    |